# Maria Dulębianka
Maria Dulębianka (21 de outubro de 1861 – 7 de março de 1919) foi uma artista e ativista polonesa, notável por promover o sufrágio e o ensino superior para mulheres, também foi a primeira candidata mulher nas eleições para o Parlamento Nacional da Galego.

## Biografia
Maria Dulębianka nasceu em 21 de outubro de 1861 em Cracóvia, Grão-Ducado de Cracóvia, Império Austríaco, quinta filha de Maria de Wyczółkowscy e Henryk Dulęba. Sua família era composta por uma pequena nobreza proprietária de terras com a família de sua mãe ostentando o brasão de Ślepowron e a de seu pai, o brasão de Alabanda.  Ela frequentou a escola de aperfeiçoamento Maliszewska em Cracóvia e teve aulas particulares de arte com Jan Matejko até 1872.

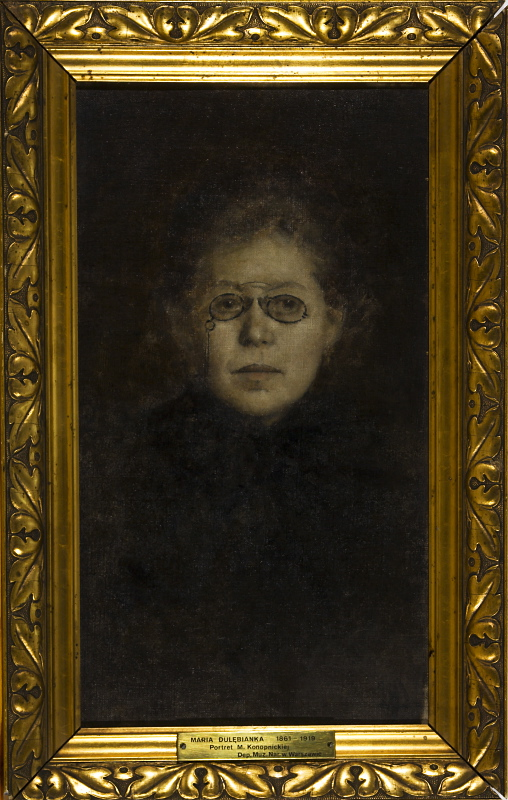
Retrato de Konopnicka feito por Dulębianka, localizado no Museu Nacional de Varsóvia

Incapaz de ser admitida na Academia de Belas Artes de Cracóvia por ser mulher, Dulębianka continuou seus estudos na Escola de Artes e Ofícios de Viena, onde estudou com Leopold Horowitz. Ela estudou arte em Varsóvia, Viena e Paris, e duas de suas obras ganharam distinções na Exposição de Paris de 1900. Muitas de suas pinturas eram retratos de sua amiga de longa data, a poetisa Maria Konopnicka.
Publicou diversos artigos sobre a emancipação feminina e deu palestras; ela estava associada, entre outras, à revista "Ster". Em 1908, ela decidiu concorrer pelo Partido Agrário ao Parlamento Nacional da Galícia. Sua candidatura foi rejeitada "por razões formais", mas seu objetivo principal de chamar a atenção para a falta de direitos eleitorais ativos e passivos das mulheres polonesas foi alcançado. Quando as mulheres polonesas conquistaram o direito ao voto em 1918, Dulębianka serviu como delegada do Governo Provisório.
Depois de dois anos, ela se mudou primeiro para Varsóvia, onde treinou com o pintor Wojciech Gerson, e depois em 1884 para Paris para treinar na Académie Julian. Em Paris, ela estudou com William-Adolphe Bouguereau, Carolus-Duran, Jean-Jacques Henner e Tony Robert-Fleury até 1886. A maioria das pinturas de Dulębianka eram retratos ou cenas de mulheres e crianças. Depois de expor pela primeira vez em Cracóvia, ela participou de exposições em Varsóvia e mais tarde em Paris.

## Morte
Dulębianka morreu em 7 de março de 1919 em Lviv e foi enterrada no túmulo de sua amiga Maria Konopnicka no Cemitério de Lychakiv.  O funeral teve grande participação como um evento patriótico, atraindo ativistas do movimento feminino e mães solteiras, bem como moradores de abrigos e tutores dos moradores.  
Os restos mortais de Dulębianka foram posteriormente enterrados novamente em uma cova separada. 

## Legado
Dulębianka, como muitas ativistas femininas, desapareceu dos livros de história até ao ressurgimento do feminismo na década de 1990. Ela é reconhecida por seu trabalho pioneiro em prol dos direitos das mulheres, por ajudar a garantir a admissão de mulheres na Academia de Belas Artes e por estabelecer a primeira escola secundária feminina em Lviv. A sua campanha histórica em 1908 é recordada como um marco na luta pelo sufrágio feminino na Polónia. Em 2018, foi lançado o filme Siłaczki, de Marta Dzido e Piotr Śliwowski. Descreveu a luta das mulheres polonesas para obter direitos iguais e Dulębianka foi retratada pela atriz Maria Seweryn.